# Anna Grassellino

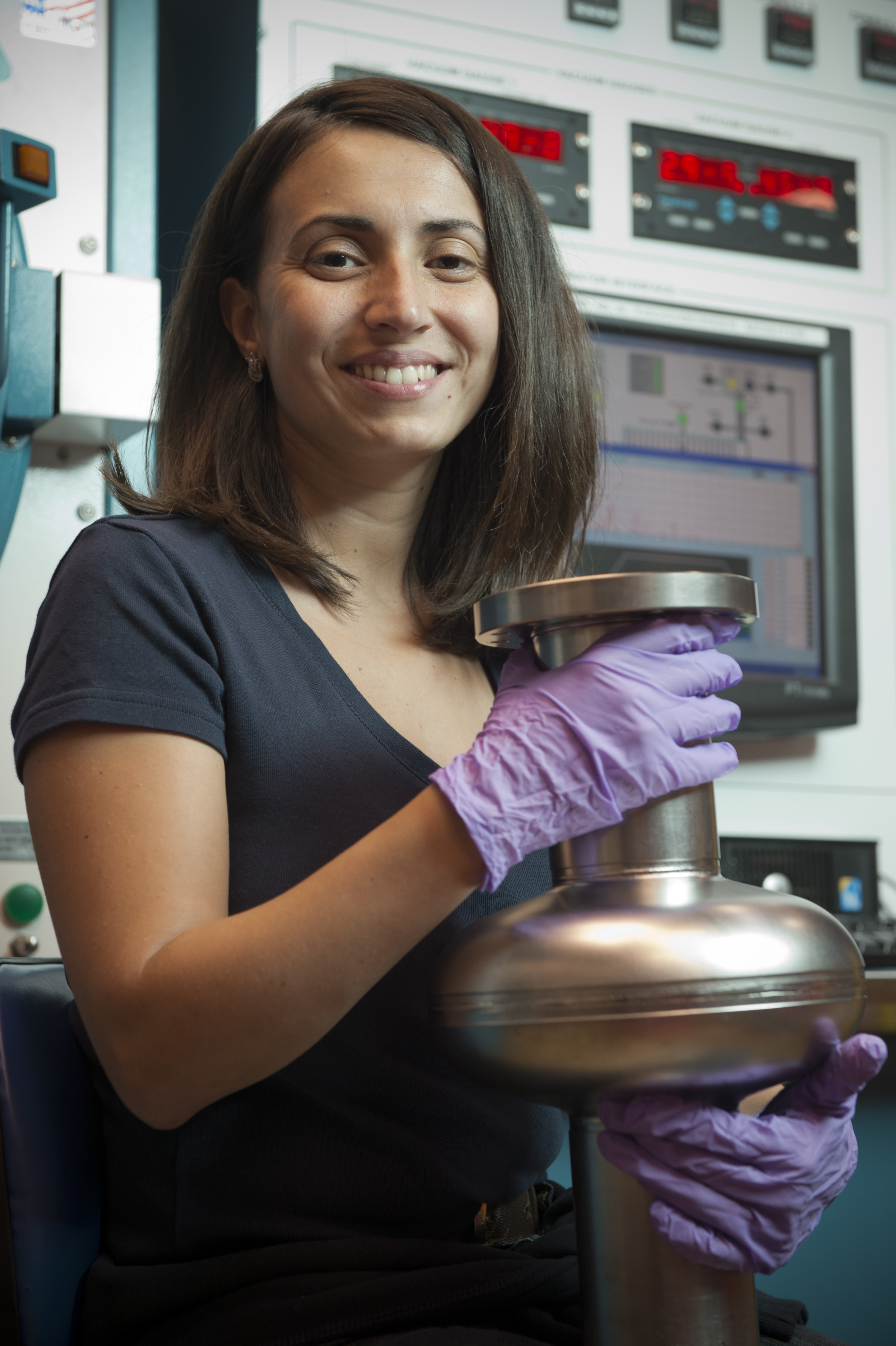
Anna Grassellino (2012)

Anna Grassellino (* 1981 in Marsala) ist eine italienische Elektroingenieurin. Sie erhielt mehrere Preise für die Entwicklung supraleitender Hohlraumresonatoren für Mikrowellen, welche bei Hochenergiebeschleunigern wie dem LHC und dem geplanten ILC zur Teilchenbeschleunigung eingesetzt werden.
Grassellino erhielt 2005 ihren Laurea-Abschluss als Elektronikingenieurin an der Universität Pisa und war ab 2008 an der University of Pennsylvania, an der sie 2012 promoviert wurde. Danach war sie am Fermilab zunächst als Post-Doktorandin und dann fest angestellt. Sie ist dort Gruppenleiterin.

## Wirken
Sie entwickelte gemeinsam mit Alexander Romanenko eine Methode, um den Oberflächenwiderstand im Mikrowellenbereich bei Niob durch Dotierung – zum Beispiel mit Stickstoff und anschließender Elektropolitur – herabzusetzen. Dieses Material wird in den supraleitenden Mikrowellen-Hohlraumresonatoren der Beschleuniger verwendet. Auch bei Supraleitern gibt es im Mikrowellenbereich einen Skin-Effekt, da die Mikrowellen und thermische Fluktuationen die Cooperpaare aufbrechen können. Die durch die Mikrowellen erzeugten erzwungenen Schwingungen der Elektronen führen zu einer unerwünschten Wärmeerzeugung im Supraleiter. Das von Grassellino und Kollegen eingeführte Verfahren steigert die Effizienz der supraleitenden Strukturen in den Beschleunigern, gemessen über den Gütefaktor Q des Hohlraumresonators, um einem Faktor von drei bis vier. Es können so Kosten bei der notwendigen Kühlung eingespart werden.
Ursprünglich war man der Auffassung, dass die für den Oberflächenwiderstand ausschlaggebende sehr dünne (einige Zehntel Nanometer) äußere Schicht des supraleitenden Niob-Metalls rein sein sollte. Grassellino entdeckte, dass Dotierung zum Beispiel mit Stickstoff besser war.
2017 erhielt sie einen der Presidential Early Career Awards der National Science Foundation. 2016 erhielt sie den IEEE Particle Accelerator Science and Technology Award und 2017 den EPS Accelerator Group Prize und den USPAS Prize for Achievement in Accelerator Physics and Technology mit Alexander Romanenko. 2013 wurde sie Peoples Fellow am Fermilab und 2014 erhielt sie den mit 2,5 Millionen Dollar über fünf Jahre dotierten Early Career Research Award des DOE.
Sie arbeitet am Entwurf des International Linear Collider mit.

## Schriften
- mit A. Romanenko u. a.: Nitrogen and argon doping of niobium for superconducting radio frequency cavities: a pathway to highly efficient accelerating structures, Superconductor Science and Technology, Band 26, 2013, S. 102001, Arxiv
- mit A. Romanenko u. a.: Dependence of the residual surface resistance of superconducting radio frequency cavities on the cooling dynamics around {\displaystyle T_{c}}, Journal of Applied Physics, Band 115, 2014, S. 184903, Arxiv
- mit A. Romanenko u. a.: Ultra-high quality factors in superconducting niobium cavities in ambient magnetic fields up to 190 mG, Journal of Applied Physics, Band 105, 2014, S. 234103, Arxiv